# Van Pietersheim
Het huis Van Pietersheim (ook: Petershem of Petersheim) is een in de mannelijke lijn uitgestorven geslacht dat zijn oorsprong had op de waterburcht Pietersheim. Door huwelijk is dit bezit uiteindelijk overgegaan op het geslacht Van Merode, en men spreekt wel over de tak: Van Merode-Pietersheim.

## Genealogie

### 1e generatie
1. Willem I van Pietersheim
gehuwd met Agnes de Berthout
Kinderen: 1. Dirk II van Petersheim (zie 2.1); 2. Mathildis van Petersheim (ca. 1267-1287), abdis van Munsterbilzen)

### 2e generatie
2.1. Dirk II van Pietersheim (?-1289)
Gehuwd met NN.
Kinderen: 1. Hendrik van Pietersheim (zie 3.1.1); 2. Willem van Pietersheim, kanunnik van Sint-Lambertus

### 3e generatie
3.1.1. Hendrik van Pietersheim (?-1296)
Gehuwd met Margaretha van Rennenberg
Kinderen: 1. Willem II van Pietersheim (zie 4.1.1.1); 2. Hendrik van Pietersheim (?-1329), kanunnik van Sint-Servaas en Sint-Lambertus en proost van Onze Lieve Vrouwe in Maastricht

### 4e generatie
4.1.1.1. Willem II van Pietersheim
Gehuwd met NN. van Rennenberg(?)
Kinderen: 1. Jan I van Pietersheim (zie 5.1.1.1.1); 2. Margaretha van Pietersheim (?-1337), van 1304-1337 abdis van Thorn; 3. Willem van Pietersheim, kanunnik van Sint-Servaas, Sint-Lambertus en Sint-Bartolomeüs, later uitgetreden en gehuwd met Elisabeth van Rossem; 4. Dirk van Pietersheim/Nederharen, heer van Neerharen; 5. Beatrix van Pietersheim, kanunnikes van Thorn

### 5e generatie
5.1.1.1.1. Jan I van Pietersheim (1290-1348), heer van Pietersheim
Gehuwd (1320) met Elisabeth van Cuijk (ook: van Boxtel, 1290-1350)
Kinderen: 1. Willem III (zie 6.1.1.1.1.1); 2. Hendrik van Pietersheim (1320-1357), heer van Stevensweert, gehuwd met Margaretha van Rennenberg; 3. Dirk van Pietersheim (1320-1372), heer van Neerharen, vader van NN. van Pietersheim (1340-1372), heer van Neerharen, en grootvader van Dirk van Pietersheim (1370-1415), heer van Neerharen, burggraaf van Born, gehuwd met Agnes van Flexhe

### 6e generatie
6.1.1.1.1.1. Willem III van Pietersheim (1320-1355), heer van Pietersheim
Gehuwd (1340) met Elisabeth van Leefdaal-Grimbergen (1320-1347), dochter van Rogier van Leefdael (1270-1333) en Agnes van Kleef.
Kinderen: 1. Jan II (zie 7.1.1.1.1.1.1); 2. Hendrik van Pietersheim (ca. 1340-na 1394), erfvoogd van de stad Luik; 3. Willem van Pietersheim († na 1389), rijproost van Sint-Servaas en kanunnik van Sint-Petrus in Oirschot

### 7e generatie

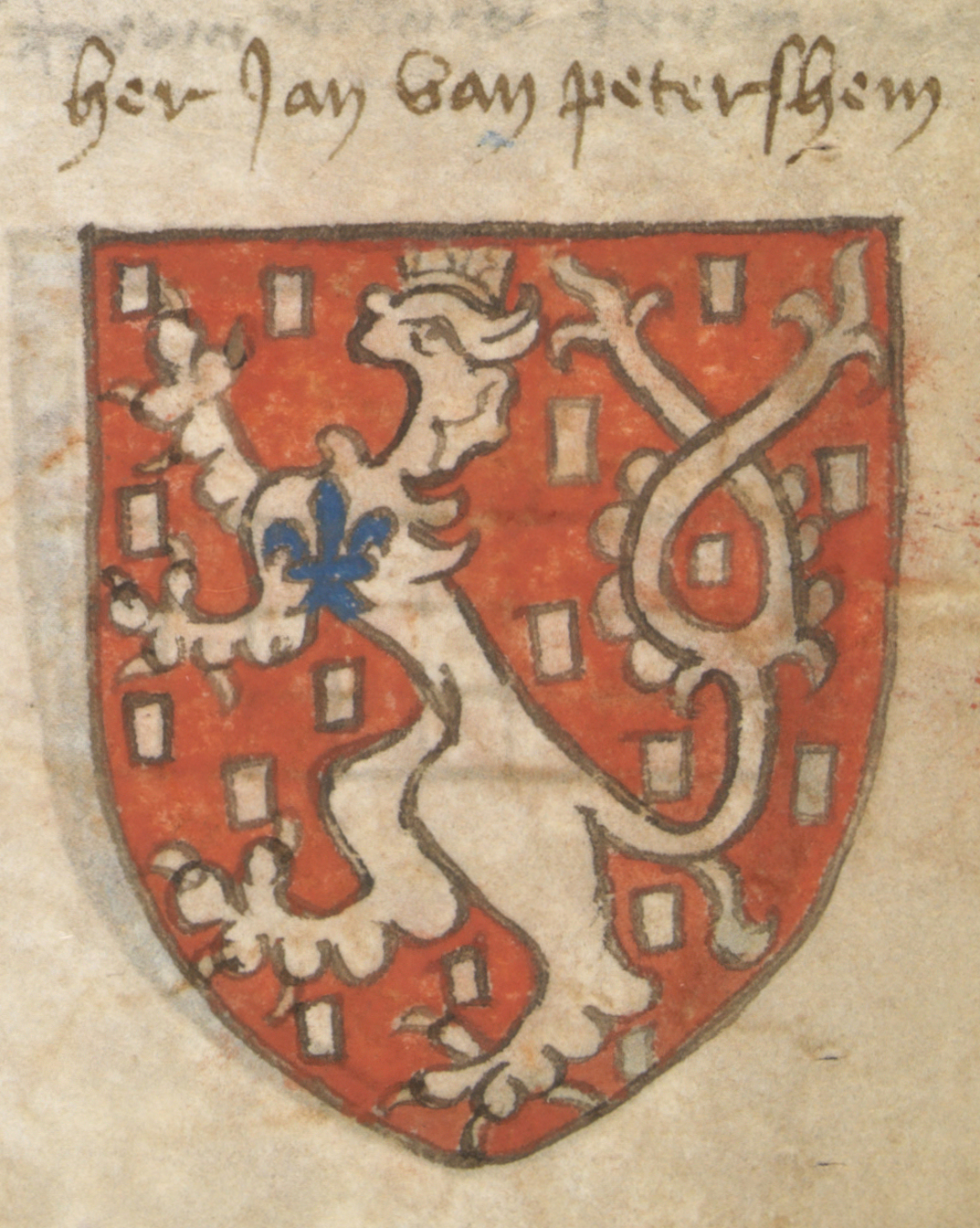
Wapen van "her jan van petershem" in het Wapenboek Beyeren, ca. 1402-1405 (KB 79 K21 - folio 060r)

7.1.1.1.1.1.1. Jan II van Pietersheim (ca. 1340-1390), heer van Pietersheim, Stein, Leefdael, Oirschot, Hilvarenbeek, Impden (Imde?) en Stevensweert, burggraaf van Brussel
Gehuwd met 1. Aleidis van Heers Spaubach (1340-?), 6 kinderen; 2. Johanna van Looz (ook: van Loon-Agimont; 1315-1368), geen kinderen
Kinderen: 1. Elisabeth van Pietersheim (1370-?), vrouwe van Stevensweert en Spalbeek, gehuwd (1391) met Huibrecht van Culemborg (1370-1451); 2. Willem van Pietersheim (zie 8.1.1.1.1.1.1.2); 3. Gerard van Pietersheim (1370-?), heer van Stein, gehuwd (1400) met Maria van Diest (1380-1454); 4. Jan van Pietersheim (1370-1418), heer van Stevensweert, gehuwd (1400) met Barbara van Moerken (1370-1428); 5. Rutger van Pietersheim (1370-1443), heer van Leefdaal, gehuwd (1400) met Johanna van Stavele (1370-1428); 6. Oda van Pietersheim (1370-?), gehuwd (1400) met Gerard van Diest (1380-1420), heer van Waanrode

### 8e generatie
8.1.1.1.1.1.1.2. Willem van Pietersheim (1370-1400)
Gehuwd (1392) met Maria van Boutersem (1360-1400) 
Kind: Beatrix (zie 9.1.1.1.1.1.1.1.2)

### 9e generatie
9.1.1.1.1.1.1.1.2. Beatrix van Pietersheim (1392-1450)
Gehuwd (1410) met Richard II van Merode (1370-1446)
Kinderen: 1. Johan IV van Merode (1411-1481), heer van Merode, Pietersheim, Oirschot en Oud-Herlaar; 2. Willem van Merode (1420-1483), gehuwd met Joanna van Randerath, stamvader van de tak Rummen; 3. Richard van Merode (1415-1482), kanunnik van Sint-Lambertus (in 1434? geruild met zijn broer Arnold); 4. Arnold van Merode (ca. 1420-1487), proost van Onze Lieve Vrouwe in Maastricht, proost van Sint-Joris in Wassenberg en domproost van Aken, tevens deken van Sint-Pieter te Leuven; 5. Margaretha van Merode (?-1486)
Hiermee was het geslacht Van Pietersheim in de mannelijke lijn uitgestorven